# Vítovice (Rousínov)
Vítovice (deutsch Wittowitz, früher Witowitz) ist ein Ortsteil von Rousínov in Tschechien. Er liegt drei Kilometer nordwestlich von Rousínov und gehört zum Okres Vyškov.

## Geographie
Vítovice befindet sich am südlichen Fuße des Drahaner Berglandes im Tal des Baches Vítovický potok. Nördlich erheben sich die Červená hora, der Červený vrch (Roter Berg, 535 m) und die Horka (368 m).
Nachbarorte sind Olšany im Norden, Habrovany im Nordosten, Komořany im Osten, Královopolské Vážany und Rousínov im Südosten, Slavíkovice und Velešovice im Süden, Stará Pošta, Holubice, Kruh  und Kovalovice im Südwesten, Viničné Šumice und Jezera im Westen sowie Hostěnice im Nordwesten.

## Geschichte
Die erste schriftliche Erwähnung des Dorfes erfolgte im Jahre 1365 als Besitz des Čeněk Krušina von Lichtenburg auf Ronov. Wenig später gelangte das Dorf an die Herren von Wildenberg. 1371 verkaufte Půta von Wildenberg die Burg Wildenberg mit allem Zubehör, darunter auch Vítovice, an Markgraf Johann Heinrich. Die Burg erlosch während des mährischen Bruderkrieges zwischen Johann Heinrichs Söhnen Jobst und Prokop. Durch Markgraf Jobst erfolgte zwischen 1385 und 1406 ein Ausverkauf der Dörfer der Wildenberger Herrschaft. In den Jahren 1448 und 1466 ist in Vítovice ein Hof nachweisbar. Nach zahlreichen Besitzerwechseln erwarben im 17. Jahrhundert die Liechtensteiner das Dorf. Im Jahre 1834 lebten in den 30 Häusern des Dorfes 221 Menschen. Zu dieser Zeit bestand in Vítovice eine Mühle und oberhalb des Dorfes am Waldrand ein herrschaftliches Jägerhaus. Bis zur Mitte des 19. Jahrhunderts war Vítovice der Herrschaft Pozořice untertänig.
Nach der Aufhebung der Patrimonialherrschaften bildete Vitovice ab 1850 eine Gemeinde in der Bezirkshauptmannschaft Wischau. Im Jahre 1961 wurde Vítovice mit Královopolské Vážany zu einer Gemeinde Vážany-Vítovice vereinigt. Diese wurde mit Beginn des Jahres 1986 nach Rousínov eingemeindet. Gepfarrt ist das Dorf seit eh und jeh nach Královopolské Vážany. Im Jahre 1991 hatte Vítovice 328 Einwohner. Beim Zensus von 2001 wurden 304 Personen gezählt, der Ort bestand aus 118 Häusern.

## Sehenswürdigkeiten
- Kapelle des hl. Johannes von Nepomuk
- spätbarocker Glockenturm, errichtet 1766
- Statue des hl. Johannes von Nepomuk, geschaffen 1756
- Reste der Burg Vildenberk, in den Wäldern nordwestlich des Dorfes
- Reste der Burg Hrádek u Vítovic, in den Wäldern nördlich des Dorfes
- Ehemaliger Steinbruch Panská skála, nördlich des Ortes, seit 1990 als Naturreservat geschützt
- Naturdenkmal Hynčicovy skály, in den Weinbergen westlich von Vítovice